# Friend or Foe (Adam Ant)
Friend or Foe è il primo album in studio da solista del cantante britannico Adam Ant, pubblicato nel 1982.

## Tracce
Tutti i brani sono scritti e composti da Adam Ant e Marco Pirroni, eccetto Hello, I love You, opera dei Doors.
Side A
1. Friend or Foe – 3:22
2. Something Girls – 3:52
3. Place in the Country – 2:50
4. Desperate But Not Serious – 4:14
5. Here Comes the Grump – 3:35
6. Hello, I Love You – 2:37

Side B
1. Goody Two-Shoes – 3:28
2. Crackpot History and the Right to Lie – 2:44
3. Made of Money – 3:28
4. Cajun Twisters – 2:56
5. Try This for Sighs – 3:03
6. Man Called Marco – 3:27